# Freiherr von Trauttenberg
Die alte Apfelsorte Freiherr von Trauttenberg ist eine Sorte des Kulturapfels (Malus domestica). Die Herkunft des Herbstapfels Freiherr von Trauttenberg ist nicht gesichert. Ab 1915 kommt er in den Obstsortenlisten der Regionen rechts des Rheins vor. Wegen seiner schmackhaften und lagerfähigen Früchte findet er in den 1950er Jahren eine weitere Verbreitung in Hessen und Teilen der Pfalz.

## Merkmale
Der Herbstapfel Freiherr von Trauttenberg, auch „Tulpenapfel“ genannt, fällt durch seine dekorativen Früchte auf. Der Apfel ist kegelförmig und spitz, bildet Kanten und erinnert an die typische Tulpenform.
Diese Sorte gehört zu den Spätblühern im Bereich der Obstgehölze. Mitte bis Ende April öffnen sich die ersten Blüten. Komplett erblühte, dichte Blütenbüschel zeigen sich dann im Mai. Bis zur Reife der Früchte lässt sich der Baum Zeit. Je nach Lage färben sich die Äpfel der Sorte Freiherr von Trauttenberg im Zeitraum von Anfang bis Ende Oktober. Die glatte Schale ist grünlich bis gelb und zeigt auf der Sonnenseite eine orange-rötliche Farbe.
Aktuell ist der Malus Freiherr von Trauttenberg in geschützten Obstanlagen gepflanzt und fällt mit seinen mittelgroßen bis großen Kronen auf. Überwiegend aufrecht wachsende Seitenäste bilden eine Pyramidenform. Sein Standort darf sonnig und halbschattig liegen, der Boden kann trocken und soll tiefgründig ohne Staunässe sein. An warmen und windgeschützten Plätzen entwickeln die Früchte dieses Herbstapfels schöne Farben und ein ausnehmend gutes Aroma. Die Apfelsorte Freiherr von Trauttenberg benötigt geringe Pflege und ist auf Lagen mit Spätfrost winterhart.

## Nutzung
Frisch vom Baum ist die Frucht fest und saftig, leicht süß und säuerlich. Die Sorte ist bis Ende Dezember, kühl gelagert sogar bis in den Januar, lagerfähig. Während der Zeit entwickelt die Frucht der Sorte Freiherr von Trauttenberg zarte, vielfältige Aromen. Gegen starken Wasserverlust schützen sich die Äpfel durch die Bildung eines fettigen, wachsartigen Belags. Die Äpfel der Sorte Freiherr von Trauttenberg eignen sich als Tafel- und Wirtschaftsäpfel und sind eine wertvolle Bereicherung in vielen Speisen.